# Сарпей, Ханс
Ханс Сарпей (англ. Hans Sarpei; 28 июня 1976, Тема, Гана) — ганский футболист, защитник.

## Клубная карьера
Ханс Сарпей родился в Гане, но в детстве вместе с родителями переехал в Германию, в город Кёльн. Там он начал заниматься футболом, играя в таких детских командах как «Корвайлер», «Виктория» и «Винфридия Мюльхайм». В 1998 году попал в команду второй немецкой бундеслиги «Фортуну». Проведя два года во втром по значимости дивизионе страны, Ханс подписал контракт с клубом «Дуйсбург» из одноимённого города, игравшем в тот сезон всё в той же второй бундеслиге.
После того сезона Ханс привлёк внимание селекционеров известных немецких команд и в скором времени подписал контракт с «Вольфсбургом», за который впоследствии провёл шесть сезонов, сыграл 139 матчей и забил три мяча.
В течение сезона 2006/07 главный тренер «Вольфсбурга» Клаус Аугенталер решил не продлевать контракт с центральным защитником. 18 мая 2007 года Ханс Сарпей, будучи свободным агентом, подписал двухлетний контракт с леверкузенским «Байером».
26 августа 2010 года Сарпей подписал контракт с «Шальке 04» сроком на 2 года. В этом же году завершил футбольную карьеру.

## Статистика по сезонам в Бундеслиге и в сборной
| Сезон   | Команды         | Матчи | Голы |
| ------- | --------------- | ----- | ---- |
| 1998/99 | Фортуна (Кёльн) | 12    | 0    |
| 1999/00 | Фортуна (Кёльн) | 32    | 0    |
| 2000/01 | Дуйсбург        | 20    | 1    |
| 2001/02 | Вольфсбург      | 15    | 0    |
| 2002/03 | Вольфсбург      | 21    | 1    |
| 2003/04 | Вольфсбург      | 30    | 1    |
| 2004/05 | Вольфсбург      | 21    | 0    |
| 2005/06 | Вольфсбург      | 28    | 0    |
| 2006/07 | Вольфсбург      | 24    | 0    |
| 2007/08 | Байер 04        | 27    | 0    |
| 2008/09 | Байер 04        | 3     | 0    |
| 2009/10 | Байер 04        | 12    | 0    |
| 2010/11 | Шальке 04       | 9     | 0    |
| 2011/12 | Шальке 04       | 0     | 0    |

| Сезон | Матчи | Голы |
| ----- | ----- | ---- |
| 2005  | 2     | 0    |
| 2006  | 4     | 0    |
| 2007  | 6     | 0    |
| 2008  | 7     | 0    |
| 2010  | 7     | 0    |

## Карьера в сборной
Дебютировал в сборной в 2005 году. Принимал участие в чемпионатах мира 2006 и 2010 годов.
Обладатель бронзовой медали Кубка африканских наций 2008 года и серебряной медали Кубка африканских наций 2010 года.

## Личная жизнь
Имеет брата Эдварда, который также является футболистом.